# کورتنی کوپتز

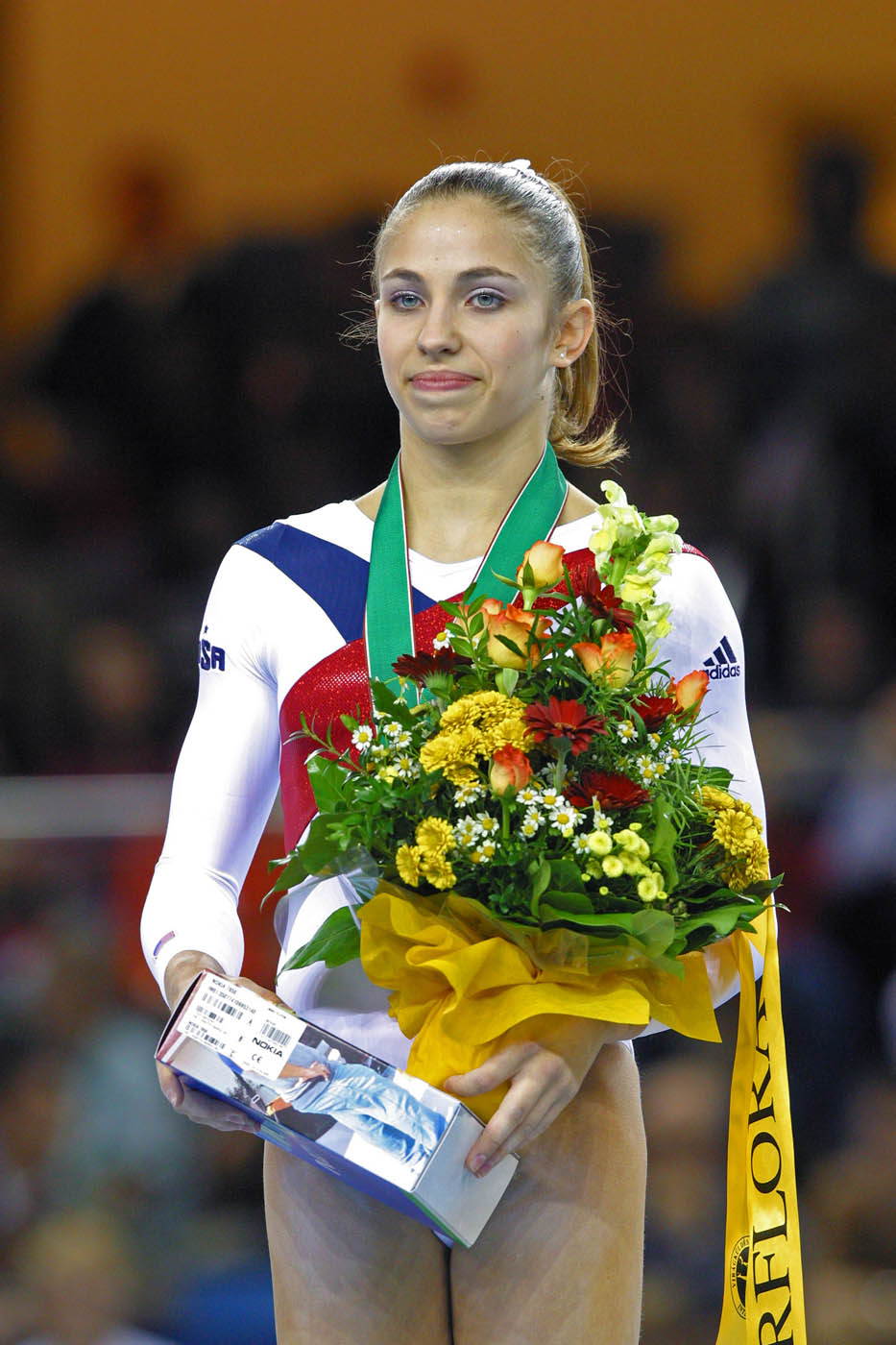
کورتنی کوپتز - ۲۰۰۲

کورتنی کوپتز (به انگلیسی: Courtney Kupets) ژیمناست زادهٔ ۲۷ ژوئیهٔ ۱۹۸۶ میلادی اهل کشور ایالات متحده آمریکا است.